# Emma Léné
Emma Léné (* 15. Juli 1999) ist eine französische Tennisspielerin.

## Karriere
Léné spielt bislang hauptsächlich Turniere der ITF Women’s World Tennis Tour, wo sie bisher zwei Titel im Einzel und sechs im Doppel gewinnen konnte.

## Turniersiege

### Einzel
| Nr. | Datum           | Turnier        | Kategorie | Belag     | Finalgegnerin | Ergebnis      |
| --- | --------------- | -------------- | --------- | --------- | ------------- | ------------- |
| 1.  | 15. Januar 2023 | Fort-de-France | ITF W15   | Hartplatz | Sarah Iliev   | 6:2, 6:4      |
| 2.  | 30. Juni 2024   | Périgueux      | ITF W35   | Sand      | Alice Tubello | 3:6, 6:4, 6:4 |

### Doppel
| Nr. | Datum             | Turnier              | Kategorie   | Belag             | Partnerin                   | Finalgegnerinnen                     | Ergebnis          |
| --- | ----------------- | -------------------- | ----------- | ----------------- | --------------------------- | ------------------------------------ | ----------------- |
| 1.  | 4. Juni 2016      | Antalya              | ITF $10.000 | Hartplatz         | Lou Brouleau                | Nastja Kolar Francesca Stephenson    | 7:5, 6:3          |
| 2.  | 1. Oktober 2022   | Eldorado             | ITF W15     | Sand              | Júlia Konishi Camargo Silva | Luciana Blatter Tiziana Rossini      | 6:2, 6:0          |
| 3.  | 8. Juli 2023      | Punta Cana           | ITF W25     | Sand              | Emily Seibold               | Carolyn Ansari Adeline Flach         | 6:1, 6:2          |
| 4.  | 13. April 2024    | Hammamet             | ITF W35     | Sand              | Yasmine Mansouri            | Gloria Ceschi Giorgia Pinto          | 7:66, 7:62        |
| 5.  | 7. September 2024 | Saint-Palais-sur-Mer | ITF W50     | Sand              | Sarah Iliev                 | Justina Mikulskytė Sapfo Sakellaridi | 7:65, 6:2         |
| 6.  | 7. März 2025      | Hagetmau             | ITF W15     | Hartplatz (Halle) | Sarah Iliev                 | Ayana Akli Mia Horvit                | 7:62, 3:6, [10:8] |